# 田培林
田培林（1893年—1975年5月9日），男，汉族，字伯蒼，河南襄城人。1920年畢業於北京大學哲學系，1935年留學德國，1939年獲得柏林大學哲學博士學位。臺灣師範大學教授，他是臺灣教育研究的開創者。著作有《教育與文化》、《福祿貝爾與孟特里梭的教育學說》、《裴斯泰洛齊教育學說》等。

## 简历
曾任中国国民党河南省党部主任委员、国民党第六届中央委员、河南大学校长、国民参政员、教育部常务次长。1949年遷臺後擔任國立臺灣師範大學教育學系教授、系主任及教育學院院長，籌設師範大學教育研究所，擔任中國教育學會理事長。